# Steve Slaton
Steve Slaton (* 12. Juli 1980 in Elyria, Ohio) ist ein US-amerikanisch-deutscher Eishockeyspieler und steht seit 2020 bei der EG Diez-Limburg unter Vertrag.

## Spielerlaufbahn
Slaton spielte in der höchsten Juniorenliga in den Vereinigten Staaten, der United States Hockey League, bevor er im Jahr 2000 ein Studium an der Princeton University auf nahm und für die Eishockeymannschaft der Hochschule spielte. In seiner vierten und letzten Saison mit den „Tigers“ (2003/04) führte er die Mannschaft als Kapitän an.
Nach seinem Universitätsabschluss schlug Slaton eine Profilaufbahn ein und spielte in der East Coast Hockey League für vier verschiedene Mannschaften, ehe vor der Saison 2006/07 der Wechsel nach Deutschland folgte. Er verpflichtete sich beim deutschen Zweitligisten ESV Kaufbeuren und wechselte nach einem Jahr ins Niedersächsische, genauer gesagt zum Drittligaverein Hannover Indians. Aufgrund einer Knieblessur musste er lange pausieren und kehrte erst in der Meisterrunde der folgenden Saison (2008/09) aufs Eis zurück.
Vor der Saison 2009/10 wurde Slaton vom Bremerhavener Verein Fischtown Pinguins unter Vertrag genommen. Seither war der Deutsch-Amerikaner eine feste Größe des Zweitligisten, mit dem er 2014 Meister der DEL2 wurde. Slaton machte mit den Bremerhavenern zur 2016/17 den Sprung in die Deutsche Eishockey Liga (DEL).
Im Januar 2017 wechselte Slaton zum Zweitligisten EC Bad Nauheim. Seit der Saison 2020/21 ist er Verteidiger bei der EG Diez-Limburg. Beruflich ist er seitdem als Mediengestalter tätig.

## Erfolge und Auszeichnungen
In seiner Abschlusssaison an der Princeton University (2003/04) wurde er mit dem Richard F. Vaughan Cup ausgezeichnet, der dem Spieler verliehen wird, der sich durch besondere „Beharrlichkeit und Hingabe“ zugunsten des Princeton-Eishockeyteams verdient gemacht hat. Darüber hinaus erhielt er im selben Jahr auch die 1941 Championship Trophy als Auszeichnung für den Spieler, der am besten das Gewinnstreben der Meistermannschaft von 1941 spiegelt und auf diese Weise ein Vorbild für seine Kameraden ist.